# Liste der Monuments historiques in Sommerance
Die Liste der Monuments historiques in Sommerance führt die Monuments historiques in der französischen Gemeinde Sommerance auf.

## Liste der Objekte
| Bezeichnung               | Beschreibung                                                                            | Standort                              | Kennzeichnung | Schutzstatus | Datum | Bild |
| ------------------------- | --------------------------------------------------------------------------------------- | ------------------------------------- | ------------- | ------------ | ----- | ---- |
| Kanzel                    | Holz, zweites Viertel des 19. Jahrhunderts                                              | in der Kirche St-Jean-Baptiste (Lage) | PM08001134    | Inscrit      | 1978  |      |
| Kredenz                   | Holz, Marmor, zweites Viertel des 19. Jahrhunderts                                      | in der Kirche St-Jean-Baptiste (Lage) | PM08001137    | Inscrit      | 1978  |      |
| 22 Kirchenbänke           | Holz, zweites Viertel des 19. Jahrhunderts                                              | in der Kirche St-Jean-Baptiste (Lage) | PM08001133    | Inscrit      | 1978  |      |
| Sakristeischrank          | Holz, zweites Viertel des 19. Jahrhunderts                                              | in der Kirche St-Jean-Baptiste (Lage) | PM08001136    | Inscrit      | 1978  |      |
| Beichtstuhl               | Holz, zweites Viertel des 19. Jahrhunderts                                              | in der Kirche St-Jean-Baptiste (Lage) | PM08001132    | Inscrit      | 1978  |      |
| Johannes-der-Täufer-Altar | rechter Seitenaltar; Altartisch und Retabel; Holz, zweites Viertel des 19. Jahrhunderts | in der Kirche St-Jean-Baptiste (Lage) | PM08001135    | Inscrit      | 1978  |      |